# پابلو لاریوس
پابلو لاریوس (ژاپنی: パブロ・ラリオス・イワサキ؛ ۳۱ ژوئیهٔ ۱۹۶۰ – ۳۱ ژانویهٔ ۲۰۱۹) بازیکن فوتبال ژاپنی‌تبار اهل مکزیک بود.
از باشگاه‌هایی که در آن بازی کرده‌است می‌توان به باشگاه فوتبال کروز آزول اشاره کرد.
وی همچنین در تیم ملی فوتبال مکزیک بازی کرده‌است.